# Sporetus decipiens
Sporetus decipiens es una especie de escarabajo longicornio del género Sporetus, tribu Acanthocinini, subfamilia Lamiinae. Fue descrita científicamente por Bates en 1866.

## Descripción
Mide 10-12 milímetros de longitud.

## Distribución
Se distribuye por Brasil y Perú.